# Stand by Me (Charles Albert Tindley)
Stand by Me is een Amerikaans gospellied dat in 1905 werd geschreven door de methodist en muzikant Charles Albert Tindley. De tekst heeft de vorm van een smeekbede (gericht aan God, die hier echter niet rechtstreeks wordt genoemd).
Het nummer is herhaaldelijk gecoverd. Bekende versies zijn die van Bob Dylan en Elvis Presley. 
De titel vormde de inspiratie voor onder meer het gelijknamige nummer uit 1961 van Ben E. King, eveneens een gospellied. In 1966 schreven Sam Cooke en James Woodie Alexander II  het vergelijkbare nummer Stand By Me, Father.